# Junior College Utrecht
Het Junior College Utrecht (JCU) was een school voor bètatalent in de omgeving van Utrecht. Het JCU is opgericht in 2004 door medewerkers van de Universiteit Utrecht (UU) die meer mensen wilden stimuleren te kiezen voor een bèta-opleiding. Omdat de UU dit project in een andere vorm wilde aanbieden is het opgeheven in 2014.
Leerlingen uit de vijfde en zesde klas van het vwo kregen op maandag en dinsdag les op het JCU in plaats van op hun gewone middelbare school. Op deze dagen krijgen zij les in de bètavakken (wiskunde, natuurkunde, scheikunde, biologie en NLT). De overige dagen volgen zij lessen in hun overige vakken op hun gewone middelbare school. Op het JCU krijgen de leerlingen niet alleen reguliere lessen in de bètavakken, maar ook veel practica en modules. Tijdens een module gaan leerlingen gedurende meerdere weken heel specifiek in op een bepaald bèta-onderwerp, bijvoorbeeld Moleculaire Biologie, Bewegende Aarde of Astrofysica.
Het project is inmiddels overgegaan in het U-Talent programma.